# 民主党 (イタリア)
民主党（みんしゅとう、イタリア語: Partito Democratico, "PD"）は、イタリアの政党。2024年時点で、議会に議席を保有する政党の中で、第一共和政時代の政党の系譜を汲む唯一の政党でもある。

## 党史

### 結成
中道・左翼連合「オリーブの木」を率いたロマーノ・プローディは、1996年の総選挙で勝利して政権交代を実現したものの、与党連合の内紛からわずか2年で退陣した。その後欧州委員会委員長に就任し、約5年間にわたって欧州議会の中道左派勢力を率いた。2004年の欧州議会選挙では「オリーブの木」最大勢力である左翼民主主義者（DS）と第2勢力マルゲリータ（DL）による統一名簿を実現させ、翌年には「オリーブの木」を発展した中道左派連合「ルニオーネ」を結成、再び首相候補に選出された。
西側諸国最大の共産党であったイタリア共産党（PCI）の後継政党であるDSは、書記長のピエロ・ファッシノが左翼イメージを脱却し二大政党制へ移行すべくプローディ構想を積極的に進め、同じく二大政党制を志向するDL党首のフランチェスコ・ルテッリも構想を支持し、総選挙後の新党結成に向けて動き出した。2006年の総選挙で「ルニオーネ」は勝利しプローディは再び首相に就任したが、与党内の政策合意は以前と変わらず困難が多く、DSとDLによる新党結成への動きが加速、2007年4月に正式合意し、10月末に新党・民主党を結成した。

### 第2次プローディ内閣
左翼政党とキリスト教民主主義政党の合流に反発も強く、DSのファビオ・ムッシらは民主的左翼を、元首相のランベルト・ディーニは自由民主主義者（DL）を結成し、PDへの参加を見送った。
16歳以上の一般市民が参加する公開選挙制度を採用した書記長選挙でDS出身のローマ市長であるワルテル・ヴェルトローニが75％の得票率を獲得して当選、プローディは名誉職的な議長に就任し世代交代を印象付けた。
2008年1月、欧州民主連合・南部の人民（UDEDR）が政権離脱し上院で内閣信任案が否決される事態となった。大統領のジョルジョ・ナポリターノは両院を解散し4月に総選挙を実施することを決定、プローディはイタリア政界の引退を表明し書記長のヴェルトローニは「ルニオーネ」を解消、左翼勢力と決別しPD単独で総選挙に臨むことを表明した。
総選挙の結果PD単独では議席が増加したものの、第1党の座をPdLに明け渡し下野した。ヴェルトローニは引き続き書記長に留任したものの、翌2009年の地方選挙で敗北した責任を取って書記長辞任を表明し、後継書記長にDL出身のダリオ・フランチェスキーニが選出された。しかし任期がヴェルトローニの残任期間であったため10月に改めて書記長選挙を実施し、DS出身のピエル・ルイジ・ベルサーニがフランテェスキーニを抑えて当選した。

### モンティ内閣への協力と大連立構想
2011年11月12日、シルヴィオ・ベルルスコーニ首相が、脱税と売春婦等のスキャンダルで辞任。新政権の首相にはモンティ元欧州委員が就任し、イタリアが直面する財政危機問題に取り組むことになった。ナポリターノ大統領は、13日から政治指導者らとの協議を開始し、マリオ・モンティに組閣を要請した。民主党は、2013年の任期満了までモンティ首相を支える方針を明らかにした。その一方で、党内からは、「2013年の予算法を前倒しし、秋に選挙を実施する可能性を検討すべきだ」という意見も出された（ファッシナ議員）。
モンティ首相の労働改革法案等の緊縮財政法案に対して、左派系労働組合や民主党からも、批判の声が根強く上がっている。
2012年7月、2013年に予定されている総選挙を前に左翼・エコロジー・自由やイタリア社会党など中道左派諸政党による政党連合「イタリア良きコムーネ」（Italia. Bene Comune）を提唱、10月に正式合意した。同年11月25日と12月5日に行われた首相候補予備選挙の結果、ルイジ・ベルサーニPD書記長を首相候補に選出した。
2013年2月、任期を前倒しする形で行われた総選挙の結果、下院では297議席（在外選挙区5議席含む）を獲得、最多得票を得た政党連合に過半数議席を付与する制度によって連合を組んだ諸政党と併せて過半数を制した。一方、上院では109議席（在外選挙区4議席）で第一党となったものの、過半数を確保するには至らなかった。総選挙で人民主義を掲げるインターネット政党「五つ星運動」が躍進したことから「対ポピュリズム」を標榜し、右派政党との連合交渉を開始した。

### レッタ、レンツィ、ジェンティローニ内閣
2014年2月22日、自由の人民の分裂や民主党内での内紛などによって大連立が不安定化した末、レッタは首相から退任を声明した。後任にはレンツィが書記長を兼任する形で指名され、ベニート・ムッソリーニの記録を抜いてイタリア統一後で最年少での首相就任となった。
2016年12月12日、上院の権限を大幅に縮小する憲法改正についての国民投票が否決され、レンツィは首相を辞任した。後任の首相にはパオロ・ジェンティローニが就任。
2017年2月19日、レンツィが書記長を辞任し、第4回イタリア民主党書記長選挙の実施が決定する。
2017年2月25日、レンツィの国民投票に反対していたベルサーニ、エンリコ・ロッシらが民主党を離党、「憲法第1条・民主進歩運動」を結党した。
2017年3月7日、書記長選挙でレンツィが再選される。
2018年3月4日、総選挙において既存の支持層が離れて下院では112議席、上院では53議席と半数以下の議席数しか獲得できず、野党に転落した。
2018年3月12日、レンツィが書記長を辞任。マウリツィオ・マルティーナ副書記長が書記長代理に昇格した。

### 第2次コンテ内閣
2018年11月17日、マルティーナが書記長代理を辞任。これによって書記長選挙が前倒しで行われる事が決定された。
2019年3月3日、ニコラ・ジンガレッティがロベルト・ジャケッティ、マウリツィオ・マルティーナらを破って書記長に選出された。
2019年5月26日、同年の欧州議会議員選挙では親EUを前面に出し、更には敵対していた民主進歩運動と選挙連合を組んだが、苦境は変わらず31議席から19議席に後退した。
2019年8月29日、左右ポピュリズムの大連立であるコンテ内閣が五つ星運動と同盟の対立で瓦解すると、五つ星運動と第2次コンテ内閣を組閣して政権与党に復帰した。しかし左派ポピュリズムとの連立にリベラル勢力からは反発が生じた。
2019年9月18日、レンツィがリベラル・中道系の議員を率いて民主党を離党、「イタリア・ヴィヴァ」を結党した。

## 沿革
- 2006年
  - 4月2日 - ピエロ・ファッシノとフランチェスコ・ルテッリが総選挙後の新党結成で合意。
- 2007年
  - 4月21日 - 左翼民主主義者（DS）党大会開催、新党への移行を承認。
  - 4月22日 - マルゲリータ（DL）党大会開催、新党への移行を承認。
  - 5月5日 - 左翼民主主義内の新党移行反対派が離党、新党・民主的左翼（SD）を結成。
  - 10月14日 - 書記長選挙が実施されDS出身のワルテル・ヴェルトローニが当選。
  - 10月27日 - 民主党結成、ミラノで党大会開催。
- 2008年
  - 4月13日 - 総選挙が行われ、自由の人民（PdL）が第一党となり下野。
- 2009年
  - 2月17日 - 地方選挙敗北に伴いヴェルトローニが書記長辞任、DL出身のダリオ・フランチェスキーニが就任。
  - 6月6日～7日 - 欧州議会議員選挙。21議席（得票率26.13％）で、PdLに次ぐ第2党に留まる。
  - 10月25日 - 書記長選挙を実施し、DS出身のピエル・ルイジ・ベルサーニが当選。
- 2012年
  - 12月2日：書記長選挙決選投票で、ベルサーニ書記長がマッテオ・レンツィ（フィレンツェ市長）を破って再選。
- 2013年
  - 2月25日 - 総選挙が行われ上下両院で第一党となる。
  - 4月19日 - ベルサーニ書記長が辞意を表明[10]
  - 4月28日 - エンリコ・レッタ副書記長が首相に就任。大連立政権を組織。
  - 5月11日 - グリエルモ・エピファーニを書記長に選出。（イタリア労働総同盟（イタリア語版）書記長および旧イタリア社会党の出身。）
  - 12月8日 - マッテオ・レンツィを書記長に選出[11]。
- 2014年
  - 2月28日 - 欧州社会党に加盟[12]。
  - 5月24日～25日 - 欧州議会議員選挙。40%以上の得票を得てイタリア地域における第一党に躍進[13]。
- 2016年
  - 12月12日  - 憲法改正についての国民投票が大差で否決。
- 2017年
  - 2月19日  - マッテオ・レンツィ書記長が辞任[14]。
  - 2月25日  - ピエル・ルイジ・ベルサーニ、エンリコ・ロッシ（英語版）らが民主党を離党、「憲法第1条・民主進歩主義運動（英語版）」を結党。
  - 3月7日  - マッテオ・レンツィが政界引退を撤回して書記長に出馬し、再選される。
- 2018年
  - 3月4日  - 総選挙が行われ、上下両院で議席が選挙前の半分以下となる大敗を喫する。
  - 3月12日  -  マッテオ・レンツィ書記長が選挙敗北の責任を取って辞任し、マウリツィオ・マルティーナ（英語版）副書記長が書記長代理に就任。
- 2019年
  - 3月3日  -  ニコラ・ジンガレッティ（英語版）が書記長に選出。
  - 5月26日  -  欧州議会選で憲法第1条・民主進歩主義運動と選挙連合を組むが、支持は戻らず2割程度の得票に留まった。
  - 8月29日  - 五つ星運動と第2次コンテ内閣を組閣する事で同意。
  - 9月18日  - マッテオ・レンツィらが民主党を離党、「イタリア・ヴィヴァ」を結党。
- 2021年
  - 2月13日  -  ドラギ内閣に引き続き与党として参加。
  - 3月14日  -  数週間に及ぶ党内の内紛の末、ニコラ・ジンガレッティ（英語版）が書記長辞任、エンリコ・レッタが後任の書記長に就任。
- 2022年
  - 9月25日  - 総選挙が行われ、第2党となったが中道右派連合が過半数を獲得し敗北。
- 2023年
  - 3月12日  -  エンリコ・レッタの退任に伴い、エリー・シュライン（英語版）が後任の書記長に選出。

## 党役員
| 書記長       |                      | エリー・シュライン       | 副書記長 |  | ジュゼッペ・プロヴェンツァーノ |
| 議長         |                      | ステファノ・ボナッチーニ | 副議長   |  | キアラ・グリバウド             |
| 議長         | ロレダーナ・カポーネ | ステファノ・ボナッチーニ | 副議長   |  |                                |
| 上院議員団長 |                      | フランチェスコ・ボッチャ |          |  |                                |
| 下院議員団長 |                      | キアラ・ブラガ           |          |  |                                |

## 歴代書記長
| 代 | 氏名                     | 氏名                             | 就任日         | 退任日         |
| -- | ------------------------ | -------------------------------- | -------------- | -------------- |
| 1  |                          | ワルテル・ヴェルトローニ         | 2007年10月27日 | 2009年2月21日  |
| 2  |                          | ダリオ・フランチェスキーニ       | 2009年2月21日  | 2009年11月7日  |
| 3  |                          | ピエル・ルイジ・ベルサーニ       | 2009年11月7日  | 2013年4月20日  |
| 4  |                          | グリエルモ・エピファーニ         | 2013年5月11日  | 2013年12月15日 |
| 5  |                          | マッテオ・レンツィ               | 2013年12月15日 | 2017年2月19日  |
|    |                          | マッテオ・オルフィーニ（代行）   | 2017年2月19日  | 2017年5月7日   |
| 6  |                          | マッテオ・レンツィ               | 2017年5月7日   | 2018年3月12日  |
|    |                          | マウリツィオ・マルティナ（代行） | 2018年3月12日  | 2018年7月7日   |
| 7  | マウリツィオ・マルティナ | 2018年7月7日                     | 2018年11月17日 |                |
| 8  |                          | ニコラ・シンガレッティ           | 2019年3月17日  | 2021年3月14日  |
| 9  |                          | エンリコ・レッタ                 | 2021年3月14日  | 2023年3月12日  |
| 10 |                          | エリー・シュライン               | 2023年3月12日  | （現職）       |

## 合流政党
- 左翼民主主義者（DS）
- マルゲリータ（ML）
- 南部民主党（イタリア語版）（PDS）
- サルディーニャ計画（イタリア語版）（PS）
- 欧州共和運動（イタリア語版）（MRE）
- 民主共和主義者（イタリア語版）（RD）
- 中道イタリア（イタリア語版）（MRI）
- 民主連盟 (イタリア)（イタリア語版）（AD）

## 党勢

### 選挙結果
下院選挙
2008年：12,095,306票(33.18%)211議席
2013年：08,644,523票(25.42%)297議席
上院選挙
2008年：11,042,452票(33.69%)116議席
2013年：08,400,161票(27.43%)109議席
欧州議会議員選挙
2009年：07,999,476票(26.12%)021議席
2014年：11,203,231票(40.81%)031議席
2019年：06,089,853票(22.74%)019議席
出典：イタリア内務省「Archivio Storico Delle Elezion」（選挙アーカイブ） 。2013年上下両院選挙は「ELEZIONI 2013 politiche e regionali del 24 e 25 febbraio」。得票はイタリア本土の結果のみを掲載。2014年欧州議会議員選挙は、ELEZIONI 2014EUROPEE, REGIONALI E COMUNALI DEL 25 MAGGIO。